# 交尾刺
交尾刺（copulatory spicule）是雄性線蟲的交配器官之一。
雄性線蟲擁有一至二個交尾刺，能夠打開雌性線蟲的陰戶，協助雄蟲的授精，而非直接利用交尾刺授精。 在授精過程中，雄性線蟲會依賴另一個稱作引帶的性器官來引導交尾刺。